# Residencial del Remei
Residencial del Remei – miejscowość w Hiszpanii, w Katalonii, w prowincji Tarragona, w comarce Alt Camp, w gminie Alcover.
Według danych INE z 2005 roku miejscowość zamieszkiwało 98 osób.